# エスクィントラ
エスクイントラ（Escuintla)はグアテマラの南部に位置する都市である。人口は15万6313人（2018年）。首都グアテマラシティからみて南東に当たる。グアテマラ中央部の高地と南部の太平洋岸の平野の境界部に位置する。エスクィントラ県の県都。